# Rena Station
Rena Station (Rena stasjon) er en jernbanestation på Rørosbanen, der ligger ved byområdet Rena i Åmot kommune i Norge. Stationen består af nogle få spor, to perroner, en stationsbygning i rødmalet træ med ventesal og toilet og en rutebilstation.
Stationen åbnede 23. oktober 1871, da banen blev forlænget dertil fra Grundset. Den fungerede som endestation, indtil banen blev forlænget videre til Koppang 14. december 1875. Stationen blev fjernstyret 27. august 1990 og gjort ubemandet 25. december 2003.
Stationen kom i søgelyset efter Åsta-ulykken 4. januar 2000, hvor et sydgående persontog forlod stationen og kolliderede med et nordgående persontog fra Rudstad Station ved Åsta Station, hvorved 19 personer blev dræbt. Indtil sikkerhedssystemet på banen var gennemgået i 2002, blev Rena atter styret på stedet.
Stationsbygningen stod oprindeligt på Grundset Station, hvor den var blevet opført til åbningen af stationen der i 1862 efter tegninger af Georg Andreas Bull. Ved åbningen af Rena Station i 1871 blev den flyttet dertil, og en ny opført i Grundset. Den flyttede bygning er senere blevet udvidet. Rena havde i øvrigt tidligere en omfattende godstrafik i form af tømmer og papir fra Rena Kartonfabrikk, men i dag er omfanget minimalt. Stationens rangertraktor blev inddraget i 1990'erne, og den tidligere traktorremise benyttes nu af Bane Nor.